# Segundo Luna
Segundo Nepomuceno Gómez (ur. 20 kwietnia 1902 w Santiago del Estero, zm. ?) – argentyński piłkarz, napastnik.
Luna początkowo grał w klubie Estudiantes Santiago del Estero, skąd przeszedł do klubu Mitre Santiago del Estero - oba zespoły występowały w lokalnej lidze Liga Cultural de Fútbol. Jako gracz klubu Mitre wziął udział w turnieju Copa América 1927, gdzie Argentyna zdobyła mistrzostwo Ameryki Południowej. Luna zagrał w dwóch meczach - z Boliwią (zdobył 2 bramki) i Urugwajem (zdobył 1 bramkę). Jako strzelec 3 goli został jednym z pięciu królów strzelców turnieju. Oba mecze na zwycięskim turnieju Copa América były jedynymi występami Luny w barwach reprezentacji narodowej.
Nadal jako gracz klubu Mitre Luna był w kadrze reprezentacji podczas Igrzysk Olimpijskich w 1928 roku, gdzie Argentyna zdobyła srebrny medal. Nie zagrał jednak w żadnym meczu.